# Kamikaze Kaitō Jeanne
Kamikaze Kaitō Jeanne (神風怪盗ジャンヌ Kamikaze Kaitō Jannu?, lit. Jeanne, la ladrona fantasma) es una serie de manga escrita e ilustrada por Arina Tanemura. Comenzó su serialización en la revista Ribon de la editorial Shūeisha en 1998. Asimismo, en 1999 se empezó a emitir por TV Asahi una adaptación a serie de anime. Realizado por los estudios Toei Animation, consta de 44 episodios basada en el manga.

## Argumento
Maron Kusakabe aparenta ser una chica normal, pero en realidad convive con un ángel y es capaz de transformarse en "Jeanne" (la reencarnación de Jeanne d'Arc), una ladrona de guante blanco buscada por la policía. Su misión es impedir en nombre de Dios que el Rey de los demonios robe energía vital de los corazones humanos: cuando alguien compra un objeto en el que se aloja un demonio, este posee a la persona y roba su energía vital. Jeanne debe clavar una chincheta en el cuadro y, tras decir Jaque Mate, este queda atrapado en una pieza de ajedrez blanca (peones blancos), volviendo así la persona a la normalidad. 
Finn Fishu, la pequeña ángel que le aconseja, la acompaña y le hace de madre, hermana y amiga a un mismo tiempo, es quien hace que Maron se transforme en Jeanne y quien puede detectar la presencia de un demonio en una obra de arte, avisando a Maron para que esta mande una nota de aviso de robo, aunque la policía, comandada por su mismísima mejor amiga Miyako Todaiji (hija del comisario de policía), no es capaz de atraparla nunca. Por otra parte, su nuevo vecino Chiaki Nagoya, aparece justo al mismo tiempo que su rival Simbad, quien pretende también sellar demonios en piezas de ajedrez negras junto con su ángel, Access Time.

## Personajes
Maron Kusakabe (日下部 まろん Kusakabe Maron?)  / Kaito Jeanne (怪盗 ジャンヌ Kaitō Jannu?)
Seiyū: Houko Kuwashima
Es la protagonista de la historia. Tiene 16 años y vive sola en su apartamento, ya que sus padres están continuamente fuera y no viven con ella. Maron se transforma en Jeanne, una ladrona, que en realidad atrapa demonios con ayuda de un ángel, Finn. Pero ella no es una vulgar ladrona, sino la reencarnación de Juana de Arco y es enviada por Dios para capturar demonios en obras de arte, que tras tirar una ficha, desaparecen. Todo cambia cuando Chiaki, un chico con el que al principio se lleva mal, se muda a su lado, finalmente acaba sintiendo algo más que simple amistad por él. También aparece un rival, Simbad que junto a Acces, su ángel, también captura demonios.
Chiaki Nagoya (名古屋稚空 Nagoya Chiaki?)  / Kaito Simbad (怪盗 シンドバッド Kaitō Shindobaddo?)
Seiyū: Susumu Chiba
Compañero de clase y piso de Maron, también tiene 16 años. Guapo, atractivo y llama la atención de todas las chicas de su colegio. Es algo misterioso pero desde el principio muestra interés por Maron y le toma el pelo de broma. Vive solo, porque se ha marchado de su casa, su padre se empecina en que sea médico. Más adelante se descubre que Chiaki es Simbad, el enemigo de Jeanne, que se mudó al lado de Maron, conociendo su identidad, para vigilarla, aunque finalmente se enamore de ella. Al inicio Maron cree que él es el enviado del demonio y que captura a sus "secuaces" en fichas de ajedrez negras para entregárselos.Aunque él se dice a sí mismo que él vino para convencer a Maron que deje de ser Jeanne. 
Finn Fisshu (フィン·フィッシュ Fin Fisshu?)
Seiyū: Kumiko Nishihara
Es una pequeña ángel que vive con Maron. Ella encuentra a los demonios y transforma a Maron en Jeanne. Finn es la compañía que Maron ansía, ya que ella se encuentra muy sola. Pero Finn esconde un pasado turbio, oculto a todo el mundo. Siempre trata muy mal a Access. En los últimos capítulos, se desvela que Finn en realidad está poseída por el Rey de los Demonios y que su misión era destruir a Maron Kusakabe, la reencarnación de Juana de Arco, para así robarle todo el poder que le queda a Dios.
Access Time (アクセス·タイム Akusesu Taimu?)
Seiyū: Akiko Yajima
Ángel de compañía de Chiaki. También se encarga de encontrar a los demonios de las obras. Está enamorado de Finn y lo demuestra muy a menudo, a pesar de que ella le trate tan mal, él es el único que conoce el pasado de Finn.
Miyako Todaiji (東大寺 都 Tōdaiji Miyako?)
Seiyū: Naoko Matsui
Es la mejor amiga de Maron. Estas se hicieron amigas pues de pequeña Miyako era algo solitaria. Su padre es jefe de policía y sueña en ser como él. Está obsesionada con capturar a Jeanne, pero en realidad lo hace porque sus compañeras de clase dicen que Jeanne se parece a Maron, y ella la quiere atrapar para demostrar la inocencia de su amiga.
Yamato Minazuki (水無月 大和 Minazuki Yamato?)
Seiyū: Naozumi Takahashi
Es un compañero de clase que está enamorado de Maron. Se meten con el por ser adinerado y muy aplicado en los estudios. Siempre está con Miyako en los robos de Jeanne. Él va allí para capturar a Simbad, el ladrón, para Maron. 
Noin Claude
Seiyū: Kappei Yamaguchi
Antiguo caballero del ejército francés y antiguo amor de Juana de Arco. Es un caballero demoníaco que intentará recuperar el amor de Jeanne bajo las órdenes del rey de los demonios. Confunde continuamente a Maron con Juana de arco e intenta seducirla.
Myst (ミスト Misuto?)
Seiyū: Wakana Yamazaki
Es un personaje exclusivo del anime. Una demonio que siempre acompaña a Noin, bajo la forma de una niña. Su aspecto puede parecer inofensivo, pero en realidad es un demonio puro, mucho más poderosa que los demonios normales y más perversa. Su fuente de poder es una caja de caramelos que siempre lleva consigo, los cuales son realmente demonios que introduce en objetos para que posean a la persona que los lleva, o bien se los come para incrementar su poder. Finalmente, harta de fracasar, decide enfrentarse a Jeanne personalmente con su forma de demonio real, pero es vencida cuando Noin le revela a Jeanne su fuente de poder, la caja de caramelos, y esta la atrapa y rompe con su cinta. En sus últimos momentos, Jeanne se apiada de ella y le devuelve la caja, a lo que Myst le contesta que esa piedad será un día su perdición. Acto seguido, Myst se convierte en una pieza de ajedrez: una torre blanca.

## Media

### Manga
Kamikaze Kaitō Jeanne está escrita e ilustrada por Arina Tanemura. Se publicó por entregas en la revista mensual Ribon desde febrero de 1998 hasta julio de 2000. Los capítulos fueron publicados más tarde en 7 volúmenes encuadernados por Shueisha bajo el sello Ribon Mascot Comics.
A partir de julio de 2007, Kamikaze Kaitō Jeanne se volvió a publicar en 6 ediciones kanzenban con nuevas ilustraciones de portada. Más tarde, a partir del 18 de junio de 2013, Shueisha volvió a publicar en ediciones bunkoban bajo el sello Shueisha Bunkoban.
Phantom Thief Jeanne fue licenciada inicialmente en inglés para distribución en Norteamérica por CMX en 2004, donde fue publicada bajo su título original transliterado Kamikaze Kaito Jeanne.  Después de que CMX dejara de existir, en agosto de 2013, Viz Media anunció que había adquirido la licencia en inglés y comenzó a republicar la reimpresión bunkoban de 2013 para distribución en Norteamérica, con el primer volumen publicado en marzo de 2014. 
El manga está licenciado en Corea del Sur por Haksan Publish, en Indonesia por M&C Comics, en España por Planeta DeAgostini, en Italia por Planet Manga y en Alemania, Polonia, Suecia y Finlandia por Egmont Publishing.
A diferencia de la edición japonesa, la edición española tiene 13 tomos, para hacer la serie más ligera.

### Anime
El anime fue protagonizado por Houko Kuwashima como la voz de Maron Kusakabe/"Phantom Thief Jeanne". Los temas de apertura son "Piece of Love" de Shazna para los episodios 1-27 y "Dive into Shine" de Lastier para los episodios 28-44, y los temas finales son "Haruka..." (ハルカ... ) de Pierrot para los episodios 1-27 y "Till The End" de Hibiki para los episodios 28-44. 
El manga fue adaptado a una serie de anime por Toei Animation y televisada sus 44 episodios por TV Asahi desde 13 de febrero de 1999 al 29 de enero de 2000. La serie fue dirigida por Atsunobu Umezawa, con música de Michiaki Kato y como Houko Kuwashima seiyu de Maron Kusakabe / "Kaito Jeanne".
El anime ha sido licenciado en España por Arait Multimedia, doblada tanto al castellano como al catalán, y emitida por el canal Nickelodeon y más tarde en K3. También ha sido licenciada en Alemania por Anime-Virtual y emitida por RTL II. en Italia licenciada Por Dynit y emitida por Disney Channel